# Tessa Violet
Pour les articles homonymes, voir Violet (homonymie).
 (avril 2021).
Si vous disposez d'ouvrages ou d'articles de référence ou si vous connaissez des sites web de qualité traitant du thème abordé ici, merci de compléter l'article en donnant les références utiles à sa vérifiabilité et en les liant à la section « Notes et références ».
Tessa Violet Williams (née le 20 mars 1990 à Chicago), aussi connue sous le nom de Meekakitty, est une chanteuse et compositrice américaine, aussi vlogueuse, actrice, réalisatrice de clips musicaux et mannequin. À l'origine vlogueuse, le contenu de Tessa Violet est devenu au fil des années consacré à sa carrière musicale, Violet ayant sorti deux albums studio, Maybe Trapped Mostly Troubled en 2014 et Bad Ideas en 2019.

## Jeunesse et carrière
Native de Chicago, Tessa Violet a grandi à Ashland dans l'Oregon et a joué dans des productions théâtrales quand elle était lycéenne. Elle a commencé sa chaîne YouTube en juillet 2006 et a commencé à vloguer quotidiennement en 2007 pour un projet scolaire sous le nom d'utilisateur Meekakitty lorsqu'elle travaillait à Hong Kong et en Thaïlande en tant que mannequin. Cependant, elle a arrêté le mannequinat en 2009. Les premiers contenus de Tessa se concentraient sur la narration, les sketchs et les clips musicaux, y compris des clips musicaux créés par des fans pour des artistes populaires tels que Relient K, Family Force 5 et Mika.
Après avoir déménagé à New York en 2009, Tessa a attiré l'attention après avoir remporté 100 000 $ dans un concours YouTube en recevant le plus de commentaires sous sa vidéo. En 2011, Tessa a figuré dans le clip vidéo de sa collègue youtubeuse, Nanalew, pour la chanson "Sail" d'Awolnation. La vidéo est devenue un phénomène et a depuis accumulé plus de 375 millions de vues. Le 24 septembre 2012, Violet est apparu dans le clip de "Cray Button" par Family Force 5. Elle a également réalisé le clip de la chanson du groupe "Chainsaw", mettant en vedette Tedashii.
Depuis qu'elle a commencé à enregistrer et à sortir de la musique en 2013, la chaîne de Tessa s'est concentrée sur sa musique. Elle a également abandonné le surnom de Meekakitty, utilisant plutôt son vrai nom, Tessa Violet, sur toutes les plateformes. Elle est ensuite devenue une chaîne de musique officielle en 2019.

## Discographie

### Albums studio
| Titre                         | Détails de l'album                                                                           |
| ----------------------------- | -------------------------------------------------------------------------------------------- |
| Maybe Trapped Mostly Troubled | - Sortie le: 18 mars 2014 - Label: Maker Music - Formats: CD-R, téléchargement               |
| Bad Ideas                     | - Sortie le: 25 Octobre 2019 - Label: T∆G Music - Formats: LP, téléchargement, streaming     |
| My God!                       | - Sortie le: 14 juillet 2023 - Label: T∆G Music - Formats: LP, CD, téléchargement, streaming |

### Collaboration à d'autres albums
| Titre                                                          | Détails de l'album                                                            |
| -------------------------------------------------------------- | ----------------------------------------------------------------------------- |
| You, Me, and Christmas (en tant que membre de People You Know) | - Sortie le: 11 novembre 2014 - Label: Auto-édition - Formats: Téléchargement |
| Leaves and Branches (en tant que membre de People You Know)    | - Sortie le: 23 juillet 2015 - Label: Auto-édition - Formats: Téléchargement  |

### Extended plays
| Title                   | Album details                                                                    |
| ----------------------- | -------------------------------------------------------------------------------- |
| Halloway                | - Sortie le: 18 mars 2016 - Label: Auto-édition - Formats: CD, Téléchargement    |
| Halloway B-Sides        | - Sortie: 2017 - Label: Auto-édition - Formats: Téléchargement                   |
| Bad Ideas (Act One)     | - Sortie le: 26 juillet 2019 - Label: T∆G Music - Formats: Vinyl, Téléchargement |
| Bad Ideas - The Remixes | - Sortie le: 26 juillet 2019 - Label: T∆G Music - Formats: Téléchargement        |

### Singles

#### En tant qu'artiste principale
| Titre                                              | Année | Album               |
| -------------------------------------------------- | ----- | ------------------- |
| "Dream"                                            | 2016  | Halloway            |
| "Not Over You"                                     | 2016  | Halloway            |
| "Crush"                                            | 2018  | Bad Ideas           |
| "Bad Ideas"                                        | 2018  | Bad Ideas           |
| "I Like (the idea of) You"                         | 2019  | Bad Ideas           |
| "Games" (solo, & avec lovelytheband)               | 2019  | Bad Ideas           |
| "Words Ain't Enough" (solo, & avec Chloe Moriondo) | 2019  | Bad Ideas           |
| "Bored" (solo, & avec MisterWives)                 | 2019  | Bad Ideas           |
| "Role Model" (avec daysormay)                      | 2020  | Sans sortie d'album |
| "Yes Mom"                                          | 2022  | My God!             |
| "Breakdown"                                        | 2022  | My God!             |
| "Kitchen Song"                                     | 2022  | My God!             |
| "You Are Not My Friend"                            | 2023  | My God!             |
| "My God!"                                          | 2023  | My God!             |

#### En tant qu'artiste collaborante
| Titre                                                                       | Année | Détails de l'album          |
| --------------------------------------------------------------------------- | ----- | --------------------------- |
| "Where Did U Go" (Pop Culture featuring Tessa Violet)                       | 2017  | Sans sortie d'album         |
| "Crush + Someone Like You Mashup" (Pomplamoose featuring Tessa Violet)      | 2018  | Sans sortie d'album         |
| "Monster Mashup" (Pomplamoose featuring Tessa Violet)                       | 2018  | Sans sortie d'album         |
| "Smoke Signals" (Cavetown featuring Tessa Violet)                           | 2020  | Sans sortie d'album         |
| "New Invention" (I Don't Know How But They Found Me featuring Tessa Violet) | 2021  | Razzmatazz (Deluxe Edition) |
| "GUMMY" (Will Joseph Cook featuring Tessa Violet)                           | 2022  | Sans sortie d'album         |

#### Autres apparitions
| Titre                  | Année | Autre artiste(s) | Album                                                 |
| ---------------------- | ----- | ---------------- | ----------------------------------------------------- |
| "I Wan'na Be Like You" | 2016  | NC               | Everybody Loves Disney                                |
| "Cash Cash Money"      | 2016  | NC               | The Matchbreaker (Original Motion Picture Soundtrack) |
| "Feelings Are Fatal"   | 2019  | mxmtoon          | plum blossom (the edits)                              |

### Clip vidéos
| Titre                                   | Année | Réalisateur                |
| --------------------------------------- | ----- | -------------------------- |
| "Sorry I'm Not Sorry"                   | 2016  | Evan Spencer Bruce         |
| "Dream"                                 | 2016  | Isaac White                |
| "Not Over You"                          | 2016  | Tessa Violet               |
| "Haze"                                  | 2016  | Sean O'Halloran            |
| "On My Own"                             | 2016  | Shawna Howson              |
| "I Don't Get to Say I Love You Anymore" | 2016  | Sean O'Halloran            |
| "Crush"                                 | 2018  | Jordan Harms & Isaac White |
| "Bad Ideas"                             | 2018  | Jade Ehlers                |
| "I Like (the idea of) You"              | 2019  | Jade Ehlers                |
| "Games" (official lyric video)          | 2019  | Jade Ehlers                |
| "Bored"                                 | 2020  | Jade Ehlers                |
| "Words Ain't Enough"                    | 2020  | NC                         |
| "Wishful Drinking"                      | 2020  | Rachel Reizin              |

### Covers
| Titre                                  | Artiste original     | Année |
| -------------------------------------- | -------------------- | ----- |
| Boats and Birds                        | Gregory and the Hawk | 2016  |
| I Wan'na Be Like You                   | Disney Songs         | 2016  |
| Lonely Boy                             | The Black Keys       | 2016  |
| IF This is Love (Featuring Jon Cozart) | N/A                  | 2016  |
| Moon Song (Featuring Hazel Hayes)      | Karen O              | 2016  |
| Your Life Over Mine                    | Bry                  | 2017  |
| Pity Party                             | Melanie Martinez     | 2017  |
| Cannibal Queen                         | Maniature Tigers     | 2017  |
| Teenage Dream (Featuring Dodie)        | Katy Perry           | 2017  |
| Crazy (Featuring Dodie)                | Patsy Cline          | 2017  |